# 郑州公交60路
郑州公交60路是河南省郑州市的一条公共汽车线路，开通于2001年，为贯穿市区东西的主干线路。

## 线路历史
- 2001年，本线开通，最初路线为太阳好客隆至宋庄[1]。
- 2011年4月27日，本线增加23台13.7米长的空调巴士，并向西延伸至赵坡新村[2]。
- 2012年9月28日，为配合郑州东站的启用，本线线路向东延长至郑州东站[3]。
- 2023年4月15日，本线改经二七广场隧道行驶，不再于二七广场一带停靠[4]。

## 线路基本资料

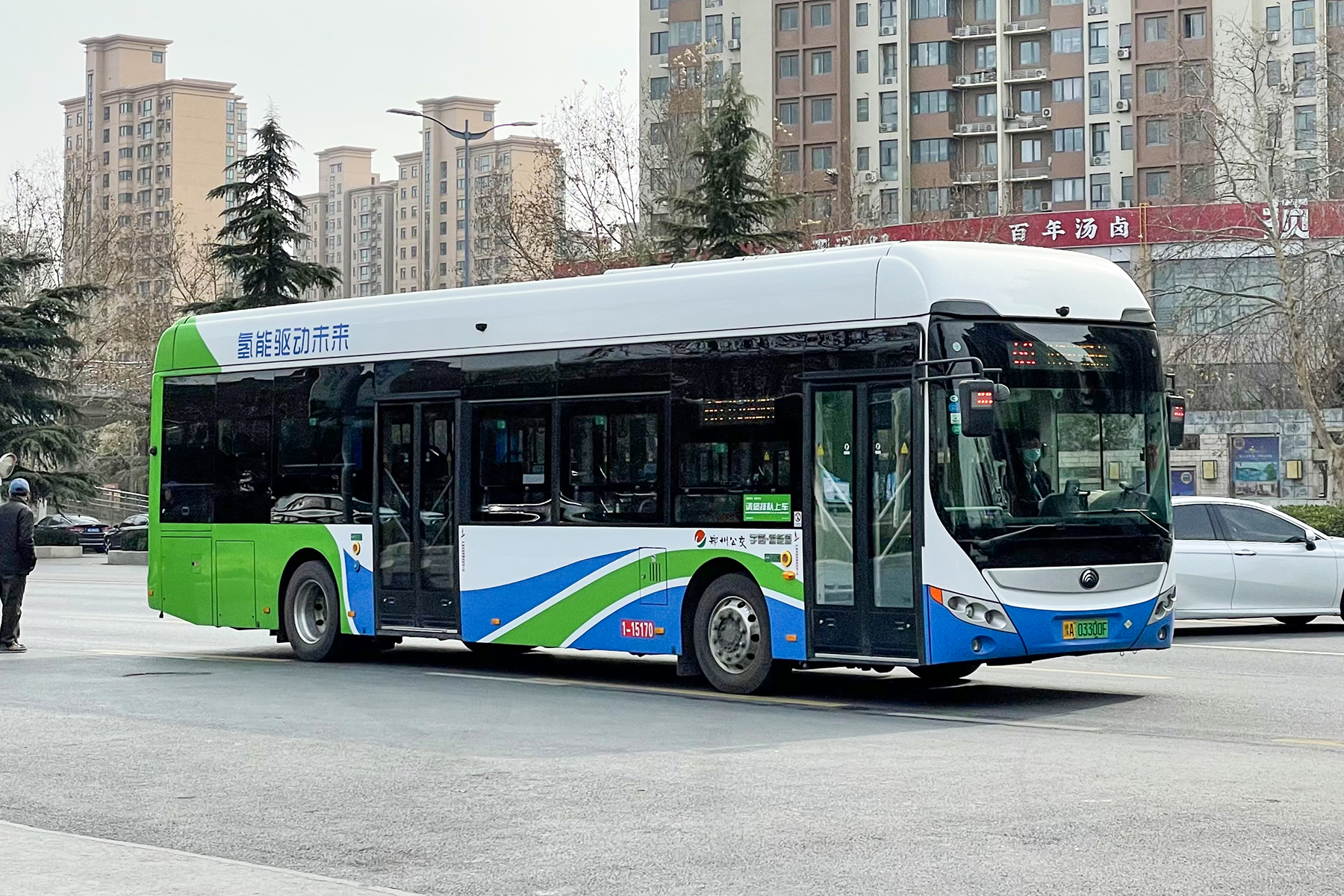
运行于60路的宇通F12型氢燃料电池动力巴士于中原西路

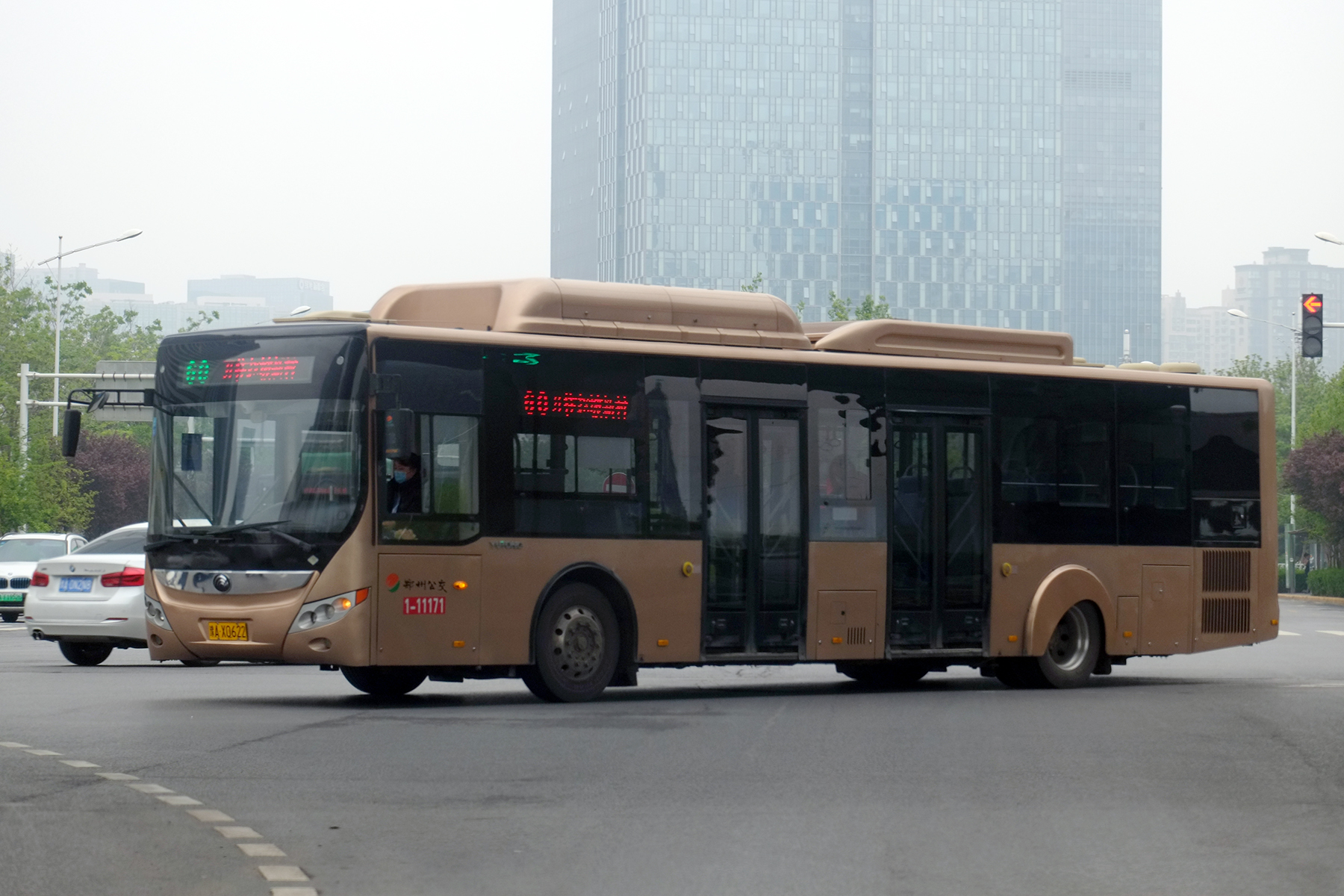
运行于60路的宇通ZK6125CHEVNPG4型于东风南路

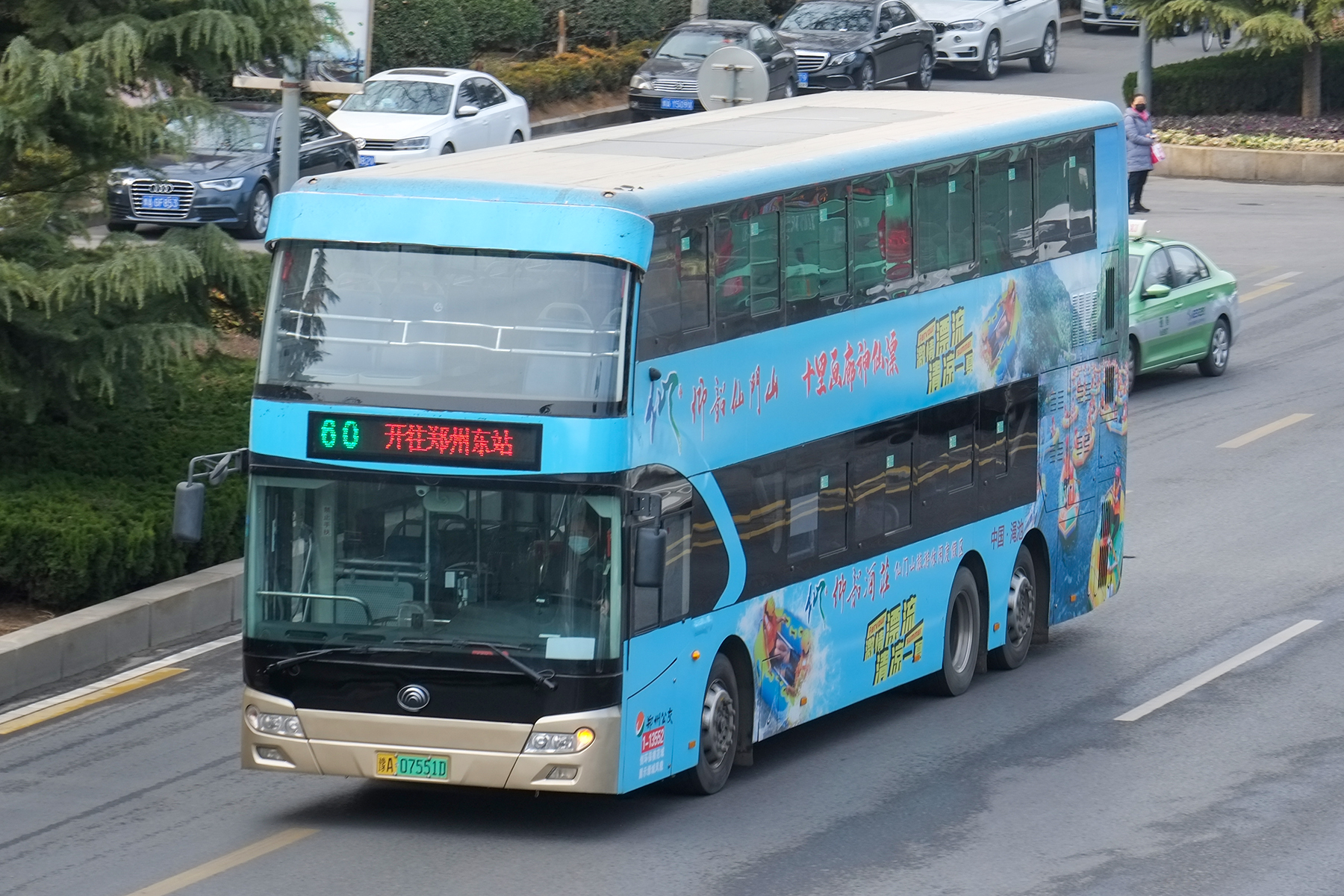
宇通E12DD纯电动双层巴士曾运行于60路

### 线路走向
赵坡新村↔郑州东站
- 经过道路：中原路、二七广场隧道、西大街、东大街、郑汴路、商都路、东风南路、商鼎路

### 服务时间
- 赵坡新村：06:00～21:30
- 郑州东站：06:00～21:30

### 收费
- 全程单价RMB¥1，无人售票，支持绿城通（普通储值卡8折，成人月票5折，学生月票2.5折，老年卡免费）、微信/支付宝乘车码及银联云闪付。

### 与郑州地铁的换乘
- █ 1号线：绿城广场、医学院、郑州东站
- █ 2号线：东大街
- █ 3号线：西大街、东大街、郑州文庙、博览中心、凤凰台、东十里铺、通泰路、西周、东周
- █ 4号线：东十里铺
- █ 5号线：市中心医院、郑州东站

### 停站
60路各停靠站点如下表所示：
| 下行站序 | 上行站序 | 站名           | 所在道路     | 轨交换乘                                                       | 周边地点                                                                   |
| 1        | 34       | 赵坡新村       | 中原西路     |                                                                | 西流湖公园南区                                                             |
| 2        | 33       | 中原西路杏湾路 | 中原西路     | 阳光花苑、西流湖公园南区                                       |                                                                            |
| 3        | 32       | 中原西路湖光苑 | 中原西路     | 湖光苑、绿都城                                                 |                                                                            |
| 4        | 31       | 中原路西三环   | 中原中路     | 郑州市财经学校、欧凯龙建材家具店                               |                                                                            |
| 5        | 30       | 交巡警二大队   | 中原中路     | 郑州市公安局交巡警二大队、保利心语一期、茜城五月天             |                                                                            |
| 6        | 29       | 中原路华山路   | 中原中路     | 中原万达广场、中晟银泰国际中心、二砂文创园                     |                                                                            |
| 7        | 28       | 中原路伏牛路   | 中原中路     | 伏牛路小学                                                     |                                                                            |
| 8        | 27       | 中原路桐柏路   | 中原中路     | 5 市中心医院                                                   | 中原工学院中原校区、中原区人民政府                                         |
| 9        | 26       | 中原路工人路   | 中原中路     |                                                                | 郑州钱学森实验学校、郑勘机生活区                                           |
| 10       | 25       | 市委           | 中原中路     | 郑州市人民政府、郑州市人大、裕达国贸中心                       |                                                                            |
| 11       | 24       | 绿城广场       | 中原东路     | 1 绿城广场                                                     | 绿城广场、碧沙岗公园、郑州市青少年宫                                       |
| 12       | 23       | 郑州大学       | 中原东路     | 1 绿城广场                                                     | 郑州大学南校区、会场联通大厦                                               |
| 13       | 22       | 中原路大学路西 | 中原东路     | 1 医学院                                                       | 郑州大学医学院、黄河饭店                                                   |
| 14       | 21       | 中原路京广路   | 中原东路     |                                                                | 郑州市第四中学、郑州市第一零六中学                                         |
| 15       | 20       | 西大街顺城街   | 西大街       | 郑州市第三中学、鸿鑫佳苑、星光小区                             |                                                                            |
| 16       | 19       | 西大街管城街   | 西大街       | 3 西大街                                                       | 时代华庭、日月星城、魏巍故里                                               |
| -        | 18       | 东大街紫荆山路 | 东大街       | 23 东大街                                                      | 郑州市第一人民医院、裕鸿花园、紫燕华庭、郑州邮政大厦、小浪底宾馆           |
| 17       | 17       | 市第一人民医院 | 东大街       | 23 东大街                                                      | 郑州市第一人民医院、裕鸿花园、紫燕华庭、郑州邮政大厦、小浪底宾馆           |
| 18       | 16       | 郑州文庙       | 东大街       | 3 郑州文庙                                                     | 郑州文庙、商都遗址公园                                                     |
| 19       | 15       | 郑汴路东明路   | 郑汴路       |                                                                | 御玺大厦、恒泰国际、绿都广场                                               |
| 20       | 14       | 郑汴路未来路   | 郑汴路       | 3 博览中心                                                     | 中博家具城、中原国际博览中心、中原信托大厦、绿都广场                       |
| 21       | 13       | 郑汴路玉凤路   | 郑汴路       | 3 凤凰台                                                       | 凤凰城、新栋外国语学校                                                     |
| 22       | 12       | 郑汴路英协路   | 郑汴路       |                                                                | 英协花园、英协广场、南航花园新村、粤港商业广场、河南省人民检察院、环球大厦 |
| 23       | 11       | 郑汴路中州大道 | 郑汴路       | 34 东十里铺                                                    | 中国郑州建材大世界、郑州建业艾美酒店、建业置地广场、印象汇、建业新天地桂园 |
| 24       | -        | 商都路十里铺   | 商都路       |                                                                | 红星美凯龙、东十里铺社区                                                   |
| 25       | 10       | 商都路通泰路   | 商都路       | 3 通泰路                                                       | 商都世贸中心、居然之家商都店、麦德龙郑东商场                               |
| 26       | 9        | 管城中医院     | 商都路       |                                                                | 管城中医院、馨馨花园                                                       |
| 27       | 8        | 商都路黄河南路 | 商都路       | 3 西周                                                         | 财信花园、新华书店广场、华丰灯饰界                                         |
| 28       | 7        | 商都路水磨周   | 商都路       |                                                                | 郑东家具建材城                                                             |
| 29       | 6        | 商都路东周村   | 商都路       | 3 东周                                                         | 郑东商业中心、欧凯龙家居、商都新城、郑东家具建材城                         |
| -        | 5        | 商都路康平路   | 商都路       |                                                                | 正商东方港湾                                                               |
| -        | 4        | 商都路东风南路 | 商都路       | 海马公园、河南省骨科医院                                       |                                                                            |
| 30       | -        | 东风南路商都路 | 东风南路     | 海马公园、河南省骨科医院                                       |                                                                            |
| 31       | 3        | 东风南路福禄路 | 东风南路     | 高速奥兰花园、海马公园、建业天筑、海汇港                       |                                                                            |
| 32       | 2        | 商鼎路心怡路   | 商鼎路       | 汇艺万怡酒店、文化产业大厦、汇艺银河里、台商大厦、郑东升龙广场 |                                                                            |
| 33       | 1        | 郑州东站       | 郑州东站南侧 | 郑州东站 15 郑州东站                                           | 郑州东站、郑州高铁长途汽车枢纽站                                           |

## 意外事故
- 2004年10月29日，一辆运行于60路的亚星天然气动力公共汽车在郑汴路与城东路交叉口附近发生自燃，车辆被焚毁，但无人伤亡[6]。

- 2005年6月9日上午，一辆运行于60路的亚星客车于中原路地下道与一辆违法超车的17路公交车迎面相撞，造成20名乘客受伤[7]。